# Олорифма
Олорифма (панторифма, панторим; от др.-греч. ὅλος — полный, целый + рифма) — разновидность рифмы, в которой созвучие присуще не отдельной части слов, а сразу всему слову либо фразе, например, «for I scream, four ice-cream». Олорифма может быть представлена двустишием (все слоги из одной строки рифмуются со всеми слогами из другой) или коротким стихотворением, полностью состоящим из созвучных стихов. Каждое отдельное слово в этих стихах повторяется в следующей строчке в виде другого слова или слов, имеющих в своем составе части, созвучные с этим словом, отчего рифма оказывается не в конце строки, как обычно, а вся строка представляет собой одну сплошную рифму. Для стихов, состоящих из одинаковой последовательности букв и могущих различаться местоположением словоразделов, используется термин пантограмма.

## Олорифмы на английском языке
Британский журналист и юморист Майлз Кингтон в стихотворении «A Scottish Lowlands Holiday Ends in Enjoyable Inactivity» приводит следующую олорифму:

In Ayrshire hill areas, a cruise, eh, lass?

Inertia, hilarious, accrues, hélas!

## Олорифмы на французском языке
Следующая олорифма писателя Марка Монье часто ошибочно приписывается Виктору Гюго (её фонетический анализ проведён в статье Жаклин Весьер):

Gall, amant de la Reine, alla, tour magnanime!

Galamment de l’Arène à la Tour Magne, à Nîmes.

Этот стих читает главный герой — Жак — романа Жана Кокто «Двойной шпагат», при этом он указывает на авторство Виктора Гюго. В русском переводе Натальи Шаховской данная олорифма звучит так::

Хотел Галл королевиных губ яда;

Хоть и лгал, королев иных губя, да

За ним дам миллион — 

Хоть за Ним; да мил ли он?

Писатель и юморист Альфонс Алле придумал такие строчки:

Par le bois du djinn, où s’entasse de l’effroi,

Parle, bois du gin, ou cent tasses de lait froid.

Сам Альфонс Алле комментировал подобные эксперименты так:
La rime n’est pas très riche, mais j’aime mieux cela que de sombrer dans la trivialité.
В переводе на русский язык: «Рифма не слишком богата, но по мне это лучше, чем погрязнуть в банальности».

## Олорифмы на русском языке
Из русских поэтов, сочинявших стихи-олорифмы, можно указать Д. Е. Авалиани. Вот несколько его олорифм:

Поэта путь мой —

По этапу тьмой.

 *   *   *

Не ЗАКОН — чучело вечное.

Не закончу человечное,

Ибо где точка?

Утро — бабочка,

И Бог — деточка:

Утроба — бочка.

 *   *   *

Ниц, шея, гнись.

Ницше, ягнись!

Получу, человечек,

Получучел-овечек.